# Marsinah
Marsinah (10 avril 1969 – mai 1993) était une ouvrière de l'entreprise indonésienne PT Catur Putra Surya à Porong, dans la province de Java oriental.

## Biographie
Militante syndicale active, elle est enlevée et retrouvée morte le 8 mai 1993, après avoir disparu pendant trois jours. Son cadavre est retrouvé dans la forêt près du hameau de Jegong (département de Nganjuk, Java oriental), portant des traces de tortures.
Les deux personnes qui ont pratiqué deux autopsies sur le corps de Marsinah, M. Haryono, employé à la morgue de l'hôpital de Nganjuk et le professeur Haroen Atmodirono, chef du service recherche de l'hôpital Soetomo de Surabaya, ont conclu que Marsinah était morte à la suite de graves sévices.